# Orthoporidra petiolata
Orthoporidra petiolata is een mosdiertjessoort uit de familie van de Lekythoporidae. De wetenschappelijke naam van de soort is voor het eerst geldig gepubliceerd in 1904 door Waters.